# Palača Jabłonowskih
Palača Jabłonowskih (polj. Pałac Jabłonowskich) povijesna je građevina na Kazališnom trgu u varšavskom Donjem Gradu. Izgrađena je 1785. u neorenesansnom stilu te je do Drugog svjetskog rata bila gradskom vijećnicom. Spaljena je za Siječanjskog ustanka 1863., a uništena u Varšavskom ustanku 1944. slijedom snažnih borbi njemačkih i poljskih snaga. Obnovljena je ponovnim stjecanjem poljske neovisnosti između 1995. i 1997., u predratnom stilu s pojedinim suvremenim dodatcima.